# Menaya Folk
Menaya Folk es una banda soriana del género folk-rock formada en el año 2001. Combinan el uso de instrumentos regionales como la dulzaina y el pito de llaves con instrumentos propios de una banda de rock, fusionando melodías de música tradicional con estilos como el rock, funk o música latina. Han publicado tres álbumes y una maqueta, apareciendo en destacadas emisoras y programas de música tradicional españolas.  Han participado también en algunos festivales como por ejemplo Villalar de los Comuneros, Festisierra o Folk Segovia.

## Historia
Menaya Folk nació en 2001 como un cuarteto de música tradicional formado por Alesander Guzmán, Carlos Lázaro, Javier Lázaro y José Ángel de Miguel. Utilizaban originalmente dulzainas, pitos de llaves y percusión. Su  inquietud por la experimentación y la fusión, y la posterior entrada en el grupo de Alfredo de Miguel harán definitivamente apostar a la banda hacia un formato de folk-rock. Ello se materializará en el álbum En Ca L'abuela, grabado entre 2006-2007, y que contó con la colaboración de Cristina Barriga, antiguo miembro de Mutenrohi, y de Nacho Castro, ex de Celtas Cortos.
Posteriormente la banda grabará otros dos álbumes, Celtíberos (2010), también con la colaboración de Cristina Barriga, y el violín de Pablo Abad, miembro de Carrión Folk, y Eclipse (2012), con el que hasta la fecha han logrado mayor repercusión a nivel nacional, realizando con él una gira más allá del ámbito regional.
Actualmente los miembros de Menaya Folk son Alesander Guzmán (Piano, dulzainas, pitos y acordeón), Carlos Lázaro (saxos, dulzainas, pitos y voces) y Javier Lázaro (percusión) como miembros originales, y Galo Gómez (batería), Alberto "Tito" Sanz (bajo eléctrico y voces) y Oscar Molinos (guitarras) completando la formación tras los diversos cambios acaecidos.

## Discografía
- En Ca L'abuela (2007)
- "Celtíberos" (2010)
- "Eclipse" (2012)